# Lee Jong-sup
Dans ce nom coréen, le nom de famille, Lee, précède le nom personnel.
Lee Jong-sup (en coréen : 이종섭 ; hanja : 李鐘燮), né le 20 août 1960 à Yeongcheon en Corée du Sud, est un militaire et homme politique sud-coréen.
Ancien lieutenant général de l'Armée de terre de la république de Corée, il occupe le poste de Vice-président du comité des chefs d'état-major interarmées du 26 septembre 2017 au 22 novembre 2018.
Du 10 mai 2022 au 7 octobre 2023, il est ministre de la Défense nationale.